# Краснюков, Иван Иосифович
Ива́н Ио́сифович Краснюко́в (1918—1975) — полковник Советской Армии, участник Великой Отечественной войны, Герой Советского Союза (1945).

## Биография
Иван Краснюков родился 15 мая 1918 года в селе Попово-Лежачи (ныне — Глушковский район Курской области). После окончания семи классов школы и лесохимического техникума работал на заводе в Татарской АССР. В 1939 году Краснюков был призван на службу в Рабоче-крестьянскую Красную Армию. В 1940 году он окончил Краснодарское военное авиационное училище лётнабов и штурманов. С июня 1941 года — на фронтах Великой Отечественной войны.
К февралю 1945 года гвардии капитан Иван Краснюков был штурманом эскадрильи 240-го гвардейского бомбардировочного авиаполка 36-й бомбардировочной авиадивизии 1-го гвардейского бомбардировочного авиакорпуса 18-й воздушной армии. К тому времени он совершил 285 боевых вылетов на бомбардировку важных объектов противника и скоплений его войск, из них 244 вылета совершил в тёмное время суток.
Указом Президиума Верховного Совета СССР от 29 июня 1945 года за «образцовое выполнение боевых заданий командования, мужество и героизм, проявленные при нанесении бомбардировочных ударов по врагу» гвардии капитан Иван Краснюков был удостоен высокого звания Героя Советского Союза с вручением ордена Ленина и медали «Золотая Звезда».
После окончания войны Краснюков продолжил службу в Советской Армии. В 1947 году он окончил авиационные курсы усовершенствования комсостава, в 1953 году — Высшую офицерскую лётно-тактическую школу командиров частей дальней авиации. В 1959 году в звании подполковника Краснюков был уволен в запас, позднее получил звание полковника запаса. Проживал в Бобруйске, работал на заводе резинотехнических изделий. Умер 20 ноября 1975 года.
Был награждён двумя орденами Ленина, тремя орденами Красного Знамени, орденами Отечественной войны 1-й степени и Красной Звезды, рядом медалей.